# The Valley of Fear

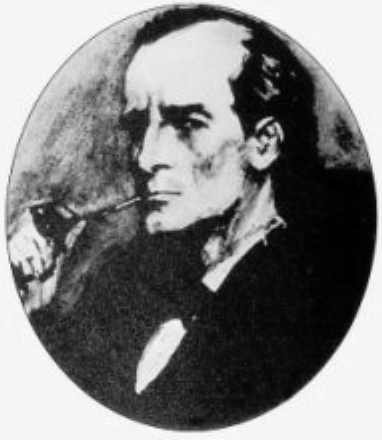
O detetive Sherlock Holmes

The Valley of Fear (no Brasil, O vale do terror / em Portugal, O vale do medo) é um romance policial de autoria de Sir Arthur Conan Doyle com o personagem Sherlock Holmes. Foi publicado pela primeira vez na Strand Magazine, entre setembro de 1914 e maio de 1915, na forma de folhetim. A primeira edição em livro foi lançada em fevereiro de 1915, por G. H. Doran Co., de Nova Iorque. A primeira edição britânica foi lançada por Smith, Elder & Co., em 3 de junho, com tiragem de seis mil cópias.
A história com o assassinato. Sherlock Holmes analisa meticulosamente o corpo, o local do crime e as pessoas relacionadas, chegando ainda na primeira parte do livro a uma conclusão. A segunda parte é usada para descrever as circunstâncias em que se deu a história, e o epílogo.
Sir Arthur Conan Doyle já havia utilizado esta "técnica" em Um estudo em vermelho.